# Ladinien
Der Name Ladinien (ladinisch und italienisch Ladinia) bezeichnet ein geographisches Gebiet in den Dolomiten in Norditalien. Ladinien ist das hauptsächliche Siedlungsgebiet der Ladiner.

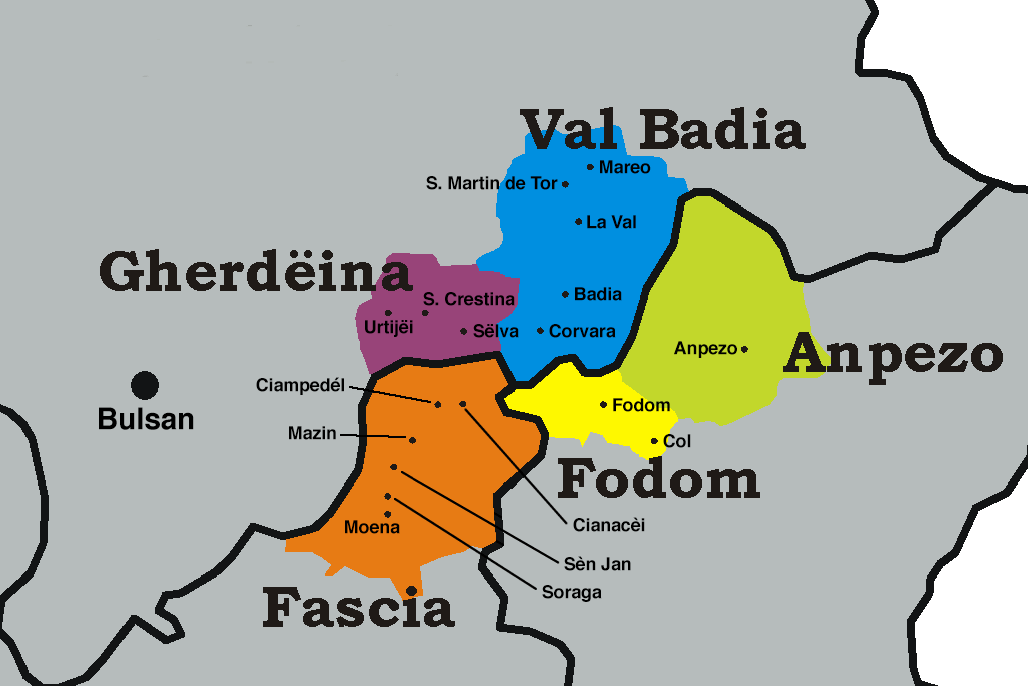
Gemeinden des ladinischen Kerngebietes

## Begriffsgeschichte
Der Begriff wurde wahrscheinlich im 19. Jahrhundert als Bezeichnung für das ladinischsprachige Gadertal geprägt; die 1886 in Corvara gegründete Sektion des Deutschen und Österreichischen Alpenvereins trug den Namen Ladinia. In der Folge kam es zu einer deutlichen Erweiterung des Bedeutungsumfangs, der neben dem Gadertal nun weitere ladinische Kerngebiete rund um den Sella-Stock einschließt: Gröden in Südtirol, das Fassatal im Trentino sowie Buchenstein und oft zusätzlich noch Cortina d’Ampezzo in der Provinz Belluno (Venetien). Der Name „Ladinien“ ist inzwischen in der touristischen und teilweise auch wissenschaftlichen Literatur etabliert. Er wird auch vom öffentlich-rechtlichen Rundfunksender Rai Ladinia verwendet.

## Gemeinden
| Deutscher Name          | Ladinischer Name      | Italienischer Name           | Provinz  | Fläche in km² | Einwohner* |
| ----------------------- | --------------------- | ---------------------------- | -------- | ------------- | ---------- |
| Abtei                   | Badia                 | Badia                        | Südtirol | 82            | 3.396      |
| Buchenstein             | Fodom                 | Livinallongo del Col di Lana | Belluno  | 99            | 1.364      |
| Enneberg                | Mareo                 | Marebbe                      | Südtirol | 161           | 2.939      |
| Hayden                  | Anpezo                | Cortina d’Ampezzo            | Belluno  | 255           | 5.931      |
| Kampidel im Fasstal     | Ciampedèl             | Campitello di Fassa          | Trient   | 25            | 734        |
| Kanzenei                | Cianacei              | Canazei                      | Trient   | 67            | 1.921      |
| Kurfar                  | Corvara               | Corvara                      | Südtirol | 42            | 1.344      |
| Matzin                  | Mazin                 | Mazzin                       | Trient   | 23            | 517        |
| Moyen                   | Moéna                 | Moena                        | Trient   | 82            | 2.689      |
| St. Johann              | Sèn Jan               | San Giovanni di Fassa        | Trient   | 99            | 3.406      |
| St. Christina in Gröden | S. Cristina Gherdëina | Santa Cristina Valgardena    | Südtirol | 31            | 1.885      |
| St. Martin in Thurn     | San Martin de Tor     | San Martino in Badia         | Südtirol | 76            | 1.716      |
| St. Ulrich in Gröden    | Urtijëi               | Ortisei                      | Südtirol | 24            | 4.672      |
| Überwasser              | Sorèga                | Soraga                       | Trient   | 19            | 739        |
| Verseil                 | Col                   | Colle Santa Lucia            | Belluno  | 15            | 388        |
| Wengen                  | La Val                | La Valle                     | Südtirol | 39            | 1.308      |
| Wolkenstein in Gröden   | Sëlva                 | Selva di Val Gardena         | Südtirol | 53            | 2.657      |
| Gesamt                  | Gesamt                | Gesamt                       | Gesamt   | 1.192         | 37.606     |

* Bevölkerungszahlen Stand 31. Dezember 2012 (für Sèn Jan: Summe der Vorgängergemeinden Vich und Poza).
In der Tabelle fehlen die mehrheitlich deutschsprachigen Gemeinde Kastelruth (Ćiastel), mit den Fraktionen Pufels (Bula), Runggaditsch (Runcadic) und Überwasser (Sureghes), und Lajen (Laion); die einzigen Gemeinden Südtirols, in denen Ladinischsprachige die zweitgrößte Gruppe stellen.

## Galerie

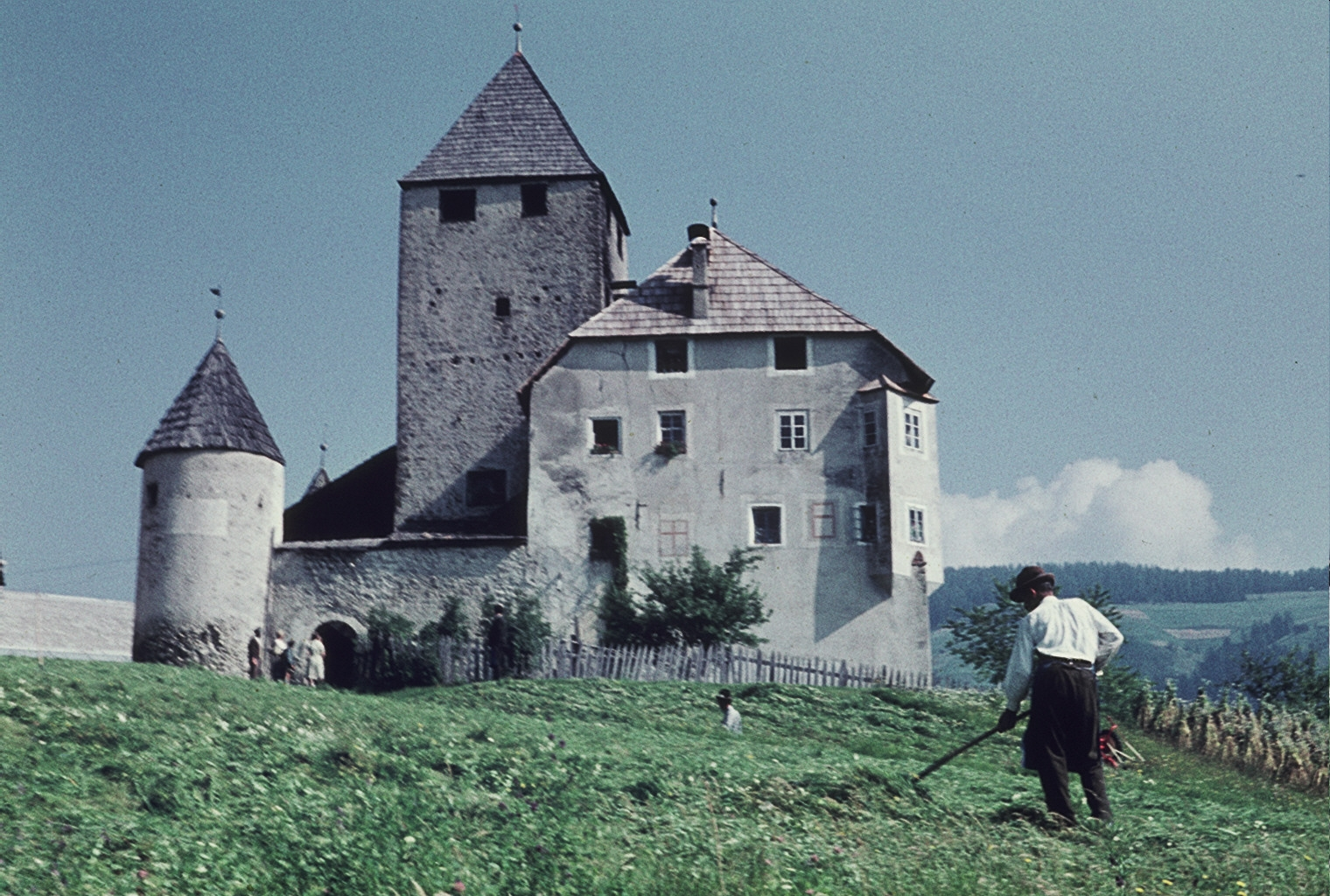
Schloss Thurn um 1960
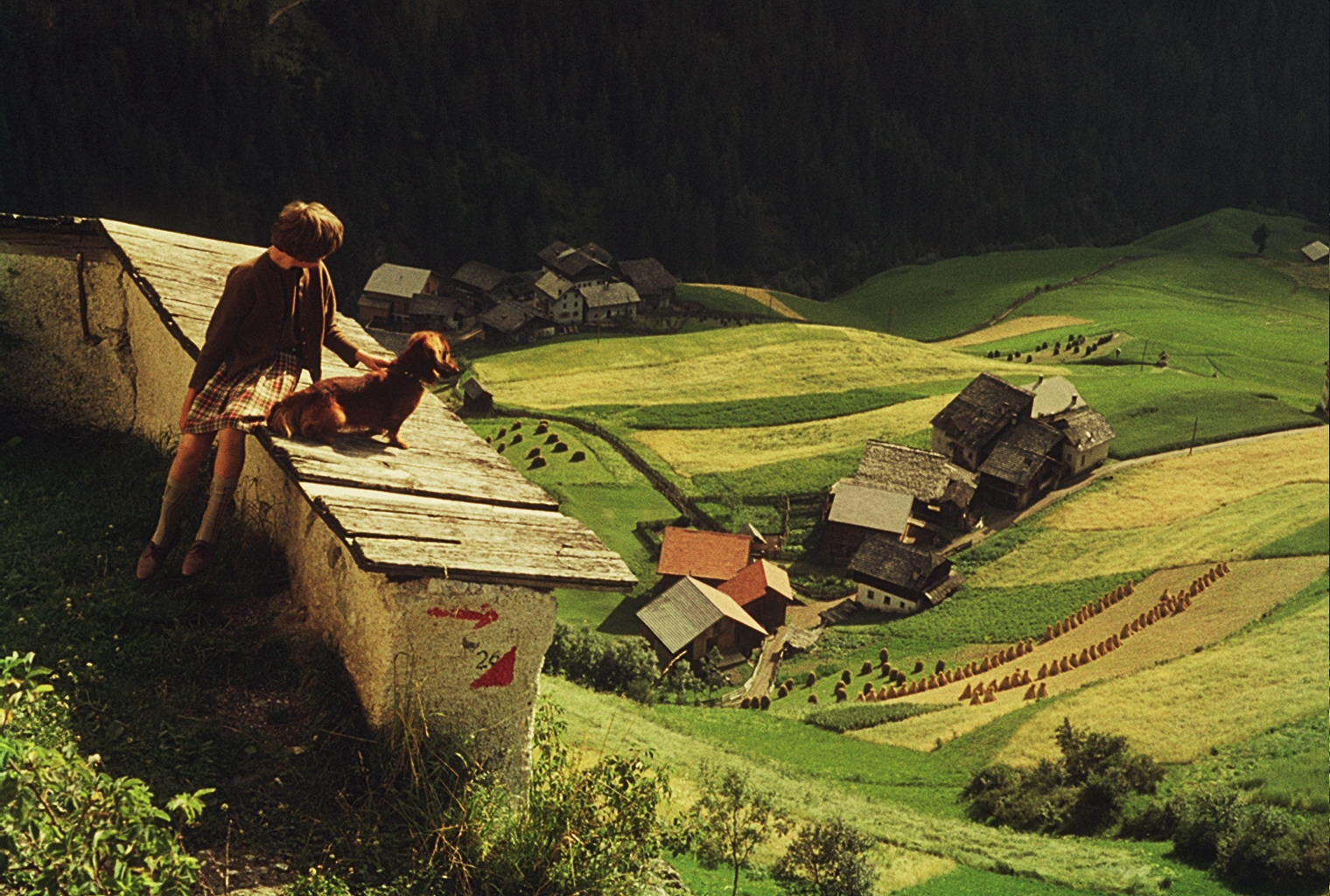
Getreideanbau bei Tavella und Lunz in Wengen
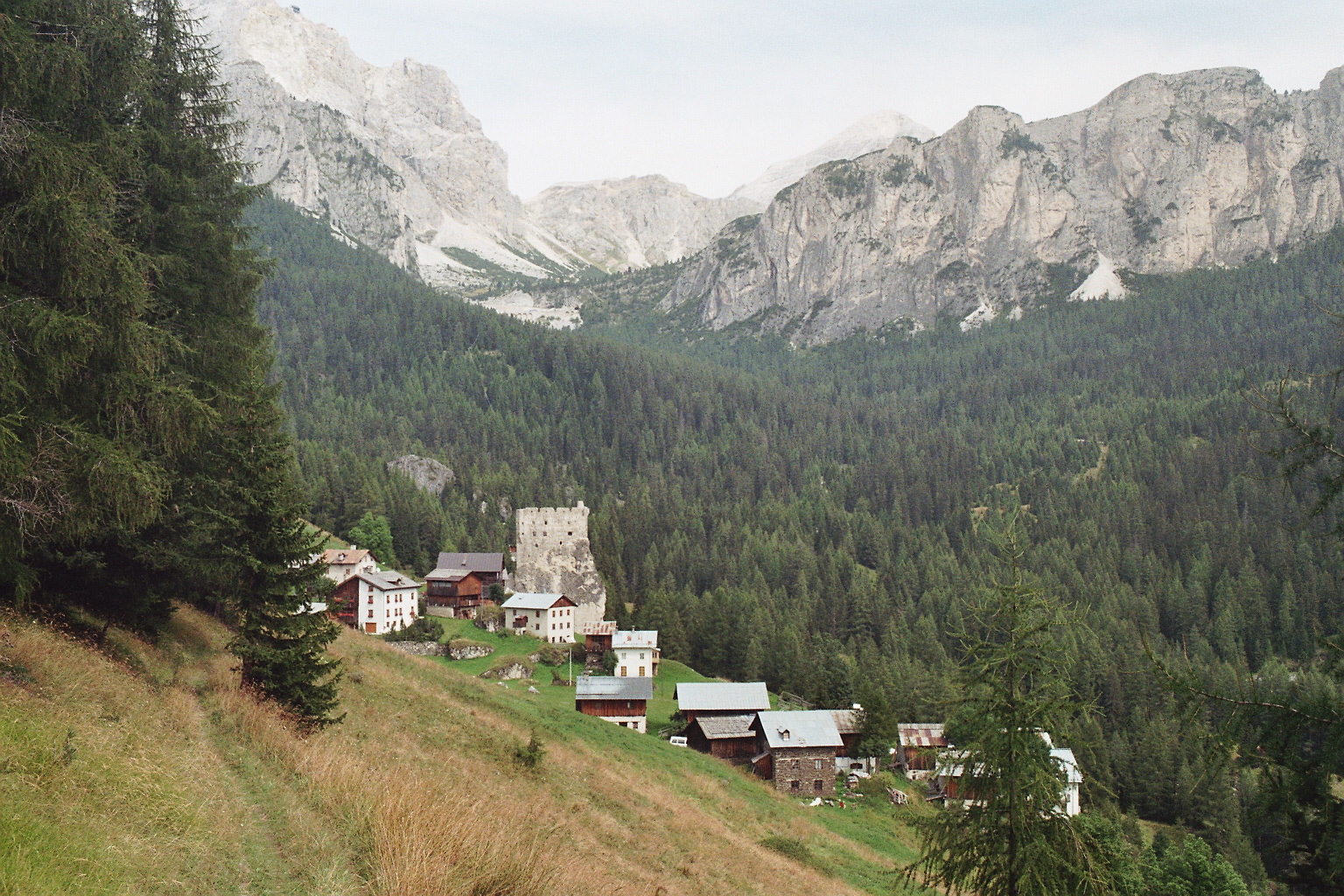
Burg Andraz
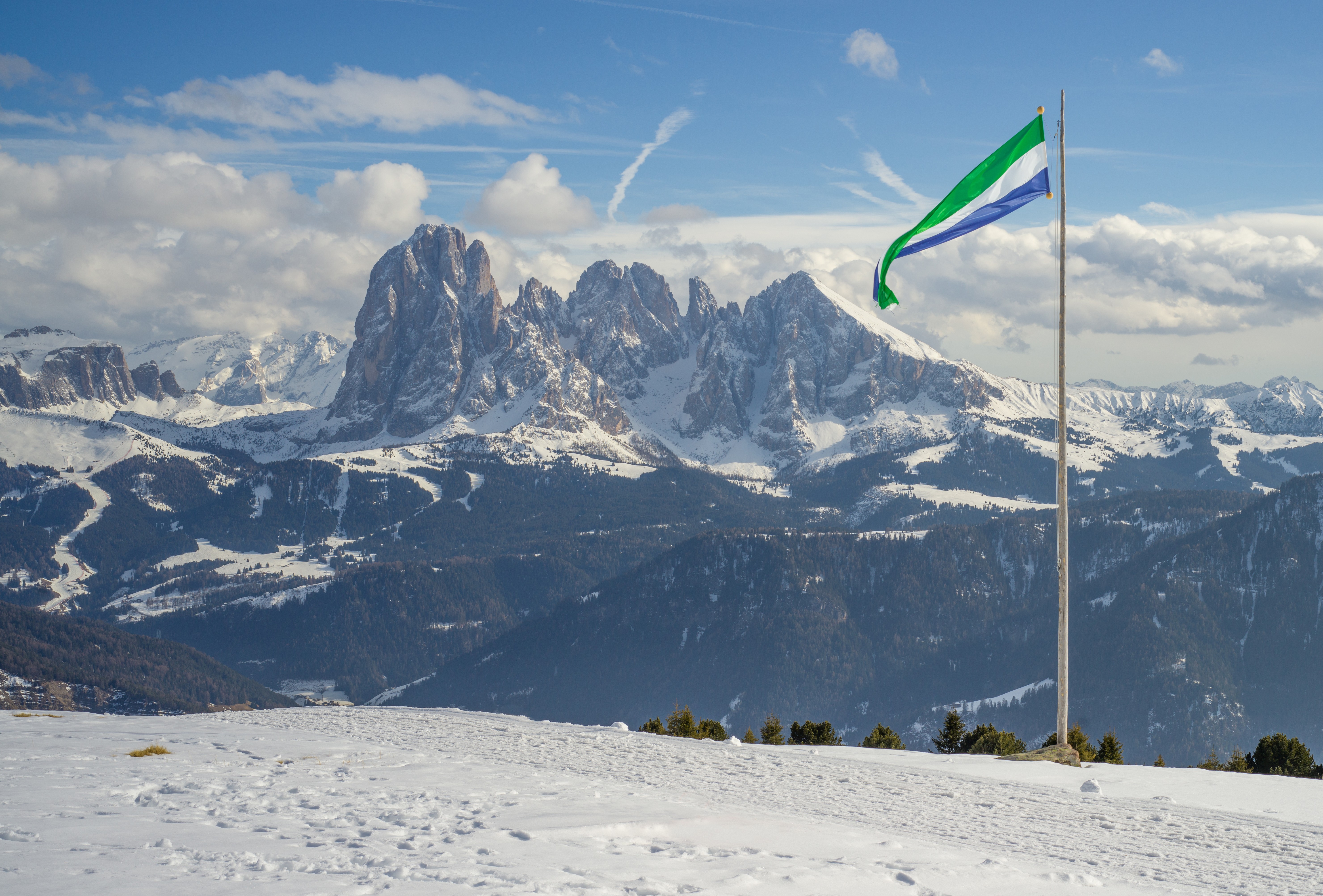
Die ladinische Fahne an der Raschötzhütte in Gröden.